# Huriwka
Huriwka (ukr. Гурівка) – wieś na Ukrainie, w obwodzie kirowohradzkim, w rejonie kropywnyckim, siedziba hromady. W 2025 liczyła 1200 mieszkańców.

## Urodzeni
- Wiaczesław Sekretariuk - radziecki działacz partyjny.